# Salsa espanyola
La salsa espanyola (també anomenada salsa cafè o salsa fosca) és una de les salses mare de la gastronomia francesa.

## Història
Al segle xix l'escriptor i gastrònom francès Auguste Escoffier codificà la recepta que encara s'utilitza actualment. És una salsa feta amb un brou fosc i una roux fosca.

## Característiques
Algunes recepten mencionen l'ús de llard que es mescla amb ceba i pastanaga finament picada. La salsa s'aromatitza amb clavell d'espècia, pebre, brou de carn (de vegades de caça) que finalment es redueix. Es presenta en els plats amb textura espessa.

## Algunes salses derivades
- Salsa diabla
- Salsa Robert